# Turoliense
El Turoliense es un periodo de tiempo geológico (hace 9-5,3 millones de años) en el Mioceno, usado de manera más específica en la Edad de los Mamíferos Terrestres Europeos. Precede al Rusciniense y sigue al Vallesiense. El Turoliense se solapa con el Tortoniense y el Messiniense.